# Waldbühne
Waldbühne (i nazi-tiden Dietrich-Eckart-Bühne) er en friluftsscene beliggende vest for det olympiske område i bydelen Charlottenburg-Wilmersdorf i Berlin, Tyskland.
Scenen blev opført til Sommer-OL 1936. Området har plads til 22.000 tilskuere.
Blandt de optrædende på scenen gennem tiderne er Rolling Stones (1965), Bob Marley (1980), David Bowie
(1983), Neil Diamond (1985), Phil Collins (1990), Jean-Michel Jarre ( 1993 )  , Joe Cocker (1997), Aerosmith, Luciano Pavarotti (1999), Die Ärzte (2004), Metallica (2006) og Barbra Streisand (2007). Berliner Philharmonikerne har desuden optrådt på scenen mange gange.